# 坂田道太
坂田 道太（さかた みちた、1916年〈大正5年〉7月18日 - 2004年〈平成16年〉1月13日）は、日本の政治家。位階は従二位、勲等は勲一等。
衆議院議長（第64代）、法務大臣（第40代）、防衛庁長官（第33代）、文部大臣（第91・92代）、厚生大臣（32代）、衆議院議員（17期）等を歴任した。
父は衆議院議員や八代市長を務めた坂田道男。

## 来歴
坂田道男の長男として熊本県八代市で生まれる。旧制八代中学校、旧制成城高等学校（現・成城大学）、1938年東京帝国大学文学部独文科卒業。石井光次郎商工大臣の秘書官を経て、1946年の第22回衆議院議員総選挙に熊本県全県区から出馬し、初当選した。以後、17期連続当選。日本自由党、民主自由党、自由党を経て、自由民主党に入党。自民党ではかつて仕えた石井が所属する、緒方竹虎率いる水曜会に入会。石井は緒方の死後、水曜会を継承するが、石井の引退により水曜会は解散。以後、坂田自身は政界引退まで無派閥を通した。1947年の第23回衆議院議員総選挙以降は、旧熊本2区から出馬。
運輸政務次官、衆議院文教委員長などを経て、1959年、第2次岸内閣で厚生大臣に任命され、初入閣。第2次岸内閣が総選挙で掲げた国民年金法制定趣旨説明を衆参本会議で行った。学生運動が激化していた1968年、文教族実務家のキャリアを買われ、第2次佐藤第2次改造内閣で文部大臣に任命される。同年、東京大学入試中止を決定したが、坂田自身は後にこれを「最大の痛恨事」と回想した。また翌1969年1月には、東大安田講堂事件直後の東京大学を視察する佐藤栄作首相に同行した。同年8月には大学の運営に関する臨時措置法制定を推進し、大学紛争の沈静化をはかった。
1974年、三木内閣で防衛庁長官に任命された。組閣当初は坂田が法務大臣、稲葉修が防衛庁長官に就任する予定であったが、当時65歳の稲葉が自衛隊の長としては高齢であるとの意見が出たため、稲葉が法務大臣に就任し、入れ替わる形で坂田が防衛庁長官に就任したとされる（松野頼三は後年、「三木武夫首相に腰の曲がった稲葉が防衛庁長官では見栄えが悪いから」と交換を進言したと、『熊本日日新聞』に掲載された回顧録で述懐している）。坂田は、三木武夫首相の在任中に訴追された田中角栄と親しかったため、後年「もし法相に就任していたら苦悩しただろう」と回顧した（田中と坂田は当選が1期違いであり、同じ吉田学校出身でもあった）。いわゆる三木おろしの際には、三木首相の退陣を主張する挙党体制確立協議会に所属する閣僚が軒並み三木に反旗を翻す中「防衛庁長官は三自衛隊の長に殉じる」と中立の立場を示した。
1978年、大平正芳首相から自由民主党政務調査会長への就任を要請されたが、これを固辞する。1981年11月には鈴木善幸改造内閣で第40代法務大臣に任命され、退任直前には藤沢市女子高生殺害事件（1967年発生）の死刑囚（東京拘置所在監）の死刑執行（1982年11月25日）を指揮した。
1985年、体調不良により辞任した福永健司の後任の衆議院議長に就任し、衆議院の議員定数の不均衡（一票の格差）に対して、各党から調停をゆだねられた際には公布の日から30日以後に公示される総選挙から実施という形で30日の周知期間が設ける案をまとめて国会で可決・成立し、中曽根内閣による死んだふり解散での衆参同日選挙（第38回衆議院議員総選挙・第14回参議院議員通常選挙）を可能とした。議長在任中、1985年12月の衆議院本会議終了後、その年1年間の挨拶（円滑な議会運営に対する謝辞）を述べた後散会宣言をしないまま一度議長席を立ってしまったため、衆議院事務総長に呼び止められて再度議長席に戻り、議席から笑い声が上がる中、照れ笑いしながら散会宣言を行った事がある。
1986年11月の秋の叙勲で、勲一等に叙され旭日桐花大綬章を受章する（同時期に土光敏夫も受章している）。
1989年、竹下登首相の退陣を受け、伊東正義や後藤田正晴などとともに後継総裁の候補に名前が挙がったが、「議長経験者が首相になるのはよくない」として固辞した。戦後政治で首相、衆議院議長の両方を経験した者は幣原喜重郎がいるが、幣原は首相を退任した後に衆議院議長に就任しており、議長経験者の首相就任は例がない。戦前では近衛文麿が貴族院議長から首相になっているが、当時の議長の地位は戦後よりはるかに低かった。
1990年の第39回衆議院議員総選挙には立候補せず、政界から引退。翌1991年より1997年まで母校の成城大学で学園理事長を務めた。
2004年1月13日、死去。87歳没。死没日付をもって従二位に叙された。

## 人物

### 文教族として
大達茂雄や岡潔に師事し、党内では文教族で知られた。後に内閣総理大臣を務める海部俊樹や森喜朗も、坂田の指導を受けた。

### 防衛庁長官として
防衛庁長官に就任したものの、坂田は文教族であったため、安全保障政策はほぼ素人同然であった。しかし佐瀬昌盛によれば、素人のため逆に防衛問題を積極的に学ぶこととなり、専門家の意見に耳を傾け、数々の施策を講じた。例えば「国防の議論は国民的な支持、納得を得られるものでなくてはならない」として、民間人からなる有識者懇談会「防衛を考える会」を設置、久保卓也防衛事務次官と共に、「防衛計画の大綱（防衛大綱）」を策定、防衛力整備の考えとして「基盤的防衛力」構想を根幹に置く路線を決定した。
同様に議論の透明性を確保するため、従来予算・外交委員会などで散発的に審議されていた防衛問題について、国会に専門で審議を担当する委員会の設置を主張した。また、日米防衛協力の具体化のため、政治レベルでの防衛協議を開始したことでも知られる（このような日米協力路線は福田政権で成立する「日米防衛協力のための指針（旧ガイドライン）」の原型となった）。ベレンコ中尉亡命事件の際には「作業は、たとえミグ屋（アメリカのミグ解体専門チーム）の手を借りることとなっても、イニシアティヴだけは、しっかり日本側で取るべし」と当時の角田義隆航空幕僚長に指示、ミグ25を完全に解体して調べ上げ、また元のように組み立て直してソ連に返還した。防衛庁長官連続在任記録1位（746日間）。

### 「亡くなられた坂田さん」
政界引退後の2000年5月14日、NHKの『日曜討論』で首相の森喜朗が「亡くなられた坂田さん…」と発言し、存命中であったにもかかわらず物故者扱いされた。妻から「あなた、死んだわよ」と言われ、坂田も「そうか」と笑って受け流した。後日、森から釈明があり、坂田の元秘書で故人だった元衆議院議員の渡瀬憲明（1998年死去）と勘違いしたという。

## 家族
- 妻・三知世（1926/1～[1]
  - 長女・尚子（1945/10～[1]
  - 二女・新子（1947/7～[1]
- 弟・道朗（1927/1～[1]

## 著書
- 『大学混迷から再建へ』新月社、1969年。NDLJP:12122414。
- 『小さくても大きな役割』朝雲新聞社、1977年。NDLJP:12013130。
- 『西欧諸国の保安処分制度』高文堂出版社、1982年11月。NDLJP:11894832。
- 『文教の旗を掲げて――坂田道太聞書』（永地正直共著、西日本新聞社、1992年）

## 選挙歴
| 当落                          | 選挙                   | 施行日         | 選挙区       | 政党       | 得票数 | 得票率 | 得票順位 /候補者数 | 比例区 | 比例順位 /候補者数 |
| ----------------------------- | ---------------------- | -------------- | ------------ | ---------- | ------ | ------ | ------------------ | ------ | ------------------ |
| 当                            | 第22回衆議院議員総選挙 | 1946年4月10日  | 熊本県全県区 | 日本自由党 |        |        |                    | -      | -                  |
| 当                            | 第23回衆議院議員総選挙 | 1947年4月25日  | 旧熊本2区    | 日本自由党 | 38,089 | 11.6   | 4/19               | -      | -                  |
| 当                            | 第24回衆議院議員総選挙 | 1949年1月23日  | 旧熊本2区    | 民主自由党 | 50,481 | 14.5   | 1/13               | -      | -                  |
| 当                            | 第25回衆議院議員総選挙 | 1952年10月1日  | 旧熊本2区    | 自由党     | 40,936 | 10.6   | 3/14               | -      | -                  |
| 当                            | 第26回衆議院議員総選挙 | 1953年4月19日  | 旧熊本2区    | 自由党     | 44,828 | 12.2   | 5/9                | -      | -                  |
| 当                            | 第27回衆議院議員総選挙 | 1955年2月27日  | 旧熊本2区    | 自由党     | 40,674 | 10.7   | 5/11               | -      | -                  |
| 当                            | 第28回衆議院議員総選挙 | 1958年5月22日  | 旧熊本2区    | 自由民主党 | 69,138 | 16.5   | 1/9                | -      | -                  |
| 当                            | 第29回衆議院議員総選挙 | 1960年11月20日 | 旧熊本2区    | 自由民主党 | 67,081 | 17.6   | 2/9                | -      | -                  |
| 当                            | 第30回衆議院議員総選挙 | 1963年11月21日 | 旧熊本2区    | 自由民主党 | 73,190 | 19.1   | 2/7                | -      | -                  |
| 当                            | 第31回衆議院議員総選挙 | 1967年1月29日  | 旧熊本2区    | 自由民主党 | 75,359 | 20.4   | 2/7                | -      | -                  |
| 当                            | 第32回衆議院議員総選挙 | 1969年12月27日 | 旧熊本2区    | 自由民主党 | 83,827 | 23.5   | 2/6                | -      | -                  |
| 当                            | 第33回衆議院議員総選挙 | 1972年12月10日 | 旧熊本2区    | 自由民主党 | 60,173 | 14.5   | 2/12               | -      | -                  |
| 当                            | 第34回衆議院議員総選挙 | 1976年12月5日  | 旧熊本2区    | 自由民主党 | 70,772 | 16.6   | 2/8                | -      | -                  |
| 当                            | 第35回衆議院議員総選挙 | 1979年10月7日  | 旧熊本2区    | 自由民主党 | 63,285 | 14.6   | 3/8                | -      | -                  |
| 当                            | 第36回衆議院議員総選挙 | 1980年6月22日  | 旧熊本2区    | 自由民主党 | 76,571 | 18.3   | 2/7                | -      | -                  |
| 当                            | 第37回衆議院議員総選挙 | 1983年12月18日 | 旧熊本2区    | 自由民主党 | 66,080 | 16.0   | 4/8                | -      | -                  |
| 当                            | 第38回衆議院議員総選挙 | 1986年7月6日   | 旧熊本2区    | 自由民主党 | 64,038 | 14.9   | 2/10               | -      | -                  |
| 当選回数17回 （衆議院議員17） |                        |                |              |            |        |        |                    |        |                    |

## 演じた俳優
- 檀雄二（『映画監督って何だ!』、2006年）